# Галиче
Га́личе (болг. Галиче) — село у Врачанській області Болгарії. Входить до складу общини Бяла Слатина.

## Населення
За даними перепису населення 2011 року у селі проживали 1976 осіб.
Національний склад населення села:
| Національність   | Кількість осіб | Відсоток |
| ---------------- | -------------- | -------- |
| болгари          | 1463           | 89,9%    |
| цигани           | 130            | 8,0%     |
| турки            | 17             | 1,0%     |
| Всього відповіли | 1627           |          |

Розподіл населення за віком у 2011 році:
Динаміка населення: